# Saša Gajser
Saša Gajser (ur. 11 lutego 1974 w Mariborze) – słoweński piłkarz, grający na pozycji pomocnika.
Gajser grał w: NK Maribor, NK Drava Ptuj, NK Ljubljana, NK Beltinci, Rudar Velenje, KAA Gent i Olympiakos Nikozja.
W reprezentacji Słowenii w latach 1999–2003, rozegrał 27 spotkań, strzelając 1 bramkę i uczestniczył z nią w mistrzostwach Europy w 2000 roku oraz mistrzostwach świata w 2002 roku.